# Richard Lyons
Richard Bickerton Pemell Lyons, 1. vikomt Lyons (anglicky Richard Bickerton Pemell Lyons, 1st Viscount Lyons, 2nd Baron Lyons of Christchurch, 2nd Baronet Lyons of Christchurch) (26. dubna 1817 Boldre, Hampshire, Anglie – 5. prosince 1887 Londýn) byl britský diplomat, dlouhodobě patřil k vlivným osobnostem britské zahraniční politiky druhé poloviny 19. století. Po univerzitních studiích vstoupil v roce 1839 do diplomatických služeb, později byl vyslancem v italských zemích. Následně zastával posty velvyslance v USA (1858–1865) a Turecku (1865–1867). Nakonec proslul jako dlouholetý velvyslanec ve Francii (1867–1887). Jako dědic peerského titulu byl od roku 1858 členem Sněmovny lordů, později získal titul vikomta (1881).

## Životopis

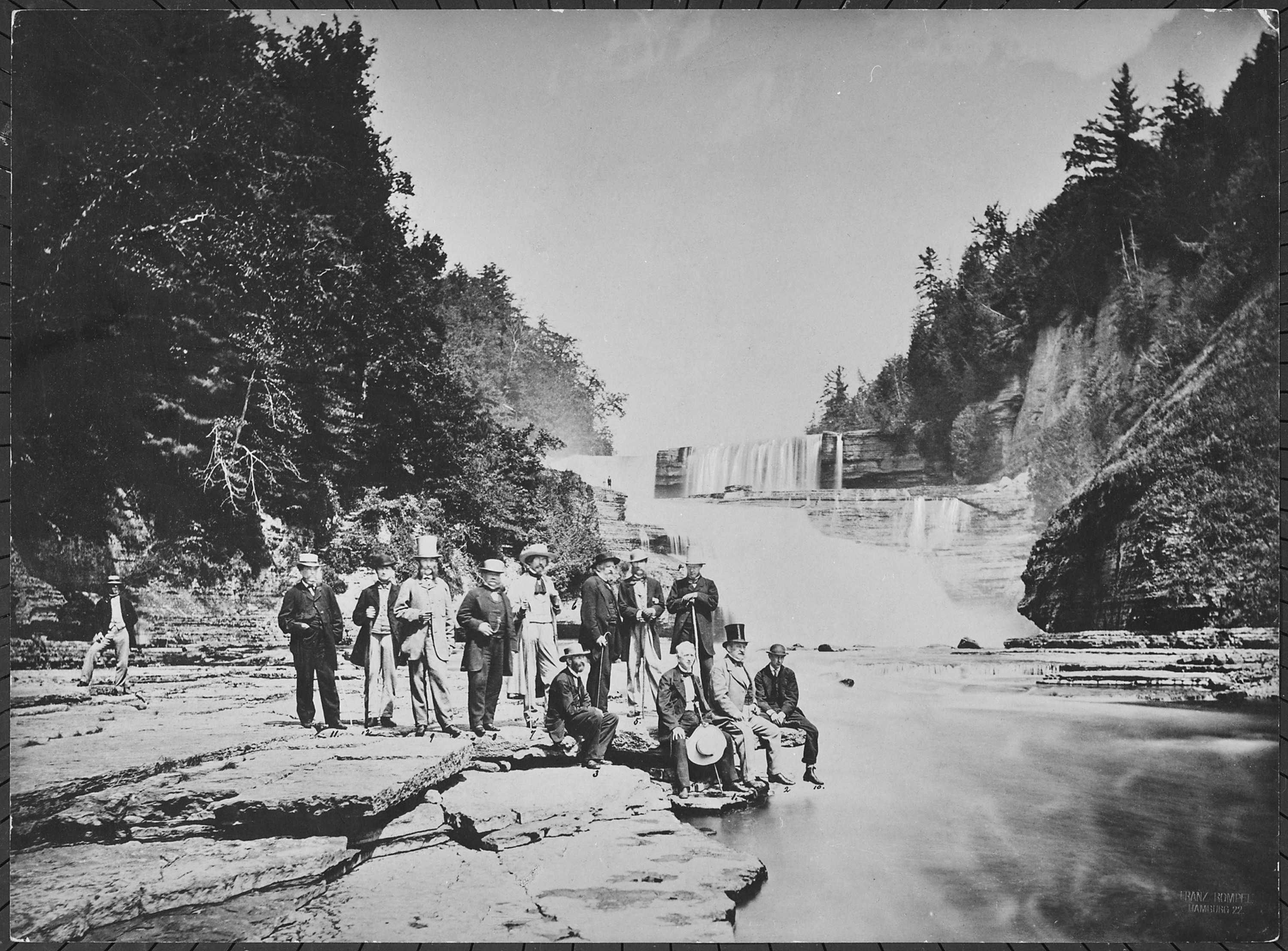
Diplomatický sbor evropských zemí v USA (1863, Richard Lyons čtvrtý zprava)

Pocházel z rodiny, která v 18. století zbohatla díky vlastnictví cukrových plantáží v Karibiku, narodil se jako starší syn admirála Edmunda Lyonse (1790–1858). S vyznamenáním absolvoval středoškolská studia, mezitím se svým otcem navštívil Řecko a poté vystudoval v Oxfordu. Diplomatickou kariéru zahájil v Athénách jako attaché v roce 1839, na dalších nižších postech poté působil v Drážďanech a Florencii. Jako neoficiální diplomatický zástupce působil později ve Vatikánu, kde se mu podařilo získat přízeň Papežského státu, přestože bránil obnovení katolické církve ve Skotsku.
V letech 1856–1858 byl britským vyslancem ve Florencii, respektive Toskánském velkovévodství. V roce 1858 po otci zdědil titul barona a stal se členem Sněmovny lordů. V prosinci 1858 byl jmenován velvyslancem ve Washingtonu, kam přicestoval počátkem roku 1859. V roce 1860 podnikl cestu po Spojených státech, během americké občanské války prosazoval britskou neutralitu v konfliktu Severu proti Jihu a soustředil se především na obranu hranic Kanady. Později navázal přátelské vztahy s prezidentem Abrahamem Lincolnem, ale ze zdravotních důvodů koncem roku 1864 opustil USA a návrat do Washingtonu odmítl. V letech 1865–1867 byl britským velvyslancem v Istanbulu, kde se snažil omezit francouzský vliv v otázce budování Suezského průplavu. V roce 1865 byl zároveň jmenován členem Tajné rady.

### Velvyslanec ve Francii

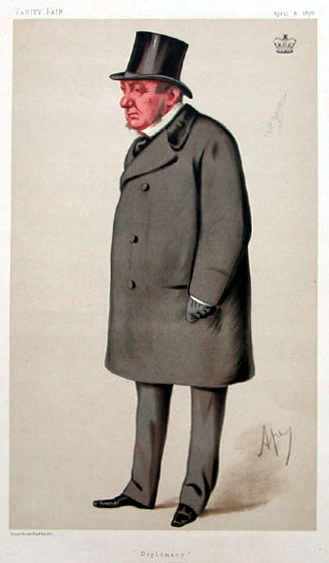
Baron Richard Lyons (karikatura z britského tisku, 1878)

Jako jeden z nejlepších diplomatů nakonec dvacet let zastával nejvýznamnější post a v letech 1867–1887 byl britským velvyslancem v Paříži. V době druhého císařství měl značný vliv díky osobnímu přátelství s císařem Napoleonem III. Lyons správně předpokládal neúspěch Francie ve válce s Pruskem, po pádu císařství a vyhlášení Francouzské republiky jeho vliv v Paříži poklesl, v důsledku několika mezinárodních sporů nakonec došlo i k celkovému ochlazení vztahů mezi Francií a Británií. Zůstával ale významným aktérem společenských událostí, od mládí proslul pořádáním velkolepých banketů, které měly v očích zahraničních diplomatů a hostitelské země demonstrovat moc Britského impéria. Jako mentor vychoval celou generaci později významných diplomatů označovaných jako lyonská diplomatická škola. Politicky byl stoupencem Konzervativní strany a během pobytu ve Francii celkem třikrát obdržel nabídku na funkci ministra zahraničí, kterou však odmítl (naposledy v roce 1886). Na podzim 1887 rezignoval na post velvyslance a vrátil se do Anglie. Krátce poté konvertoval na katolickou víru a zemřel v londýnském paláci Norfolk House, který patřil jeho synovci 15. vévodovi z Norfolku. Pohřben byl v Arundelu, hlavním sídle rodu Howardů.
Jako dědic titulu barona byl od roku 1858 členem Sněmovny lordů, v roce 1881 získal titul vikomta. V závěru roku 1887 bylo v tisku oznámeno, že obdrží titul hraběte (Earl), zemřel však před formálním vyhotovením diplomu. V roce 1860 získal Řád lázně, v roce 1862 obdržel velkokříž téhož řádu a nakonec byl v roce 1879 dekorován velkokřížem Řádu sv. Michala a sv. Jiří. V roce 1865 obdržel čestný doktorát na univerzitě v Oxfordu. Zemřel svobodný a bez potomstva, jeho majetek přešel odkazem na spřízněný rod Howardů.
Jeho mladší bratr Edmund Mowbray Lyons (1819–1855) byl kapitánem Royal Navy a padl za krymské války při obléhání Sevastopolu. Sestra Augusta Mary (1821–1886) byla manželkou 13. vévody z Norfolku z rodu Howardů.
Jeho bratranec Sir Algernon Lyons (1833–1908) sloužil u královského námořnictva a v závěru kariéry dosáhl nejvyšší možné hodnosti velkoadmirála (Admiral of the Fleet)